# 井上晃一
井上 晃一（いのうえ こういち、1967年5月7日 - 2013年11月23日）は、数多くのテレビ番組やCM、プロモーションビデオ、映画、舞台などの企画・構成・演出を手掛けた映像クリエイター、ディレクター。京都府出身。

## 人物
テレビ番組制作会社イースト、ジーワン（取締役）、c-block（取締役）を経て、2013年に自ら代表を務める制作会社モンスターゾーンを設立。
スタイリッシュで洒落た映像手段を用いながらも、内容を薄めずポップに伝える大衆性を失わない作風が特徴で2009年1月公開の映画「劇場版 カンナさん大成功です!（主演：山田優）」で映画作品を初監督。
その後も、舞台の脚本・演出、作詞、アーティストのプロデュースなど活動の幅を広げていた。
2013年11月23日午後11時15分病気の為死去。46歳没。

## 演出作品

### テレビ番組
- わくわく動物ランド（TBS）
- タモリの音楽は世界だ（テレビ東京）
- ビートたけしのつくり方（フジテレビ）
- ダウトをさがせ!（MBS 毎日放送）
- 世界とんでも!?ヒストリー（テレビ朝日）
- 新橋ミュージックホール（読売テレビ）
- WOOD（フジテレビ）
- 輝け!ロック爆笑族（フジテレビ）
- 瞬間記憶クイズ 天才!ヒポカンパス（フジテレビ）
- 中山秀征の写せっ!（フジテレビ）
- ときめき2泊3日（フジテレビ）
- 江角マキコの恋愛の科学（フジテレビ）
- メントレ（フジテレビ）
- ウォンテッド!!（フジテレビ）
- SMAP×SMAP特別編 稲垣吾郎のボディラビング（フジテレビ）
- ずっと好きな歌（BSフジ）
- 知的探検スペシャルIII 稲垣吾郎の音楽狂時代（フジテレビ）
- 行列のできる法律相談所（日本テレビ）
- ほんとにあった怖い話（フジテレビ）
- 無意味良品（BSフジ）
- 学問の秋4時間スペシャル 日本の歴史（フジテレビ）
- LIFE GOES ON LIVE（BSフジ）
- ICHIRO-MONDOW 〜Two Chairs〜（読売テレビ）
- ICHIRO-VERSUS（読売テレビ）
- タナゴコロッジ〜明日を考えながらスープを飲む客人達〜（関西テレビ）
- タナゴコロータス 〜レンコンの穴から見える明日の幸せ〜（関西テレビ）
- イケメンデルの法則 〜恋に苦しむハンサムなエンドウ豆たち〜（関西テレビ）
- 小悪魔ドクショ 〜文学で恋をつかまえる方法〜（日本テレビ）
- モノポップスER 〜極めるものは美しい〜（日本テレビ）
- 地球侵略クイズ!ダバダバ大戦（フジテレビ）
- ダチタビ 〜ダルセーニョなキャンプ〜（日本テレビ）
- 地球侵略バトル!DDI選手権（フジテレビ）
- フジテレビに出たい人TV（フジテレビ）
- あなたの知るかもしれない世界（フジテレビ）
- めざましテレビDANCING SUN SP 人生逆転!ダンス選手権（フジテレビ）
- となりのスージー（フジテレビ）
- ザ・ベストハウス123（フジテレビ）2006年〜2012年
- マイフェアボーイ〜極上男子の作り方〜（フジテレビ）2013年
- アルバの閃き〜暮らしを豊かにする便利術〜（フジテレビ）2013年
- ずっと好きな歌〜スペシャルトリビュート2013〜（BSフジ）2013年

その他、多数

### 映画
- 劇場版 カンナさん大成功です!

### 舞台
- イケメンデルの法則恋のJUMP UP LIVE!（2010年）
- 今度はオセロ（2010年）
- ザ・ベストハウス123 on Stage!〜おかしなおかしな探偵物語!…は、コレだ!!〜（2012年）
- 田村亮一座 第5回公演 大きなグミの木の下で（2012年）
- 田村亮一座 名刺公演 　シェアハウスとＹシャツと私（2013年）
- 田村亮一座 本公演 　シンドロームで逢いましょう（2013年）

### CM
- 日本一短いクイズSHOW シャープに答えて（シャープ）
  - ブランド・オブ・ジ・イヤー2003【時代を映す特別大賞2003受賞】
  - フジサンケイ広告大賞【テレビメディア部門 優秀賞受賞】
  - 電通広告賞テレビCM部門【家電賞受賞】
- 9199jp 稲垣吾郎編（GMOインターネット）
- サンケイエクスプレス 〜木村拓哉（産経新聞）

その他、多数

### プロモーションビデオ
- らいおんハート（SMAP）
- The Heat〜musica fiesta（中森明菜）
- ハッピーエンドレター（東京エスムジカ）
- ポンチャックディスコ（イ・パクサ）
- ヒデオ（モダンチョキチョキズ）
- 嘆きのエンドレス（jealkb）

その他、多数

### web
- シッタゲキレイDJ - 第7回アスペン国際デザイン会議 ブロードバンドコンテンツ大賞 グランプリ受賞
- キムサウンドストーリー（GyaO）

その他、多数